# Pasul Șetref

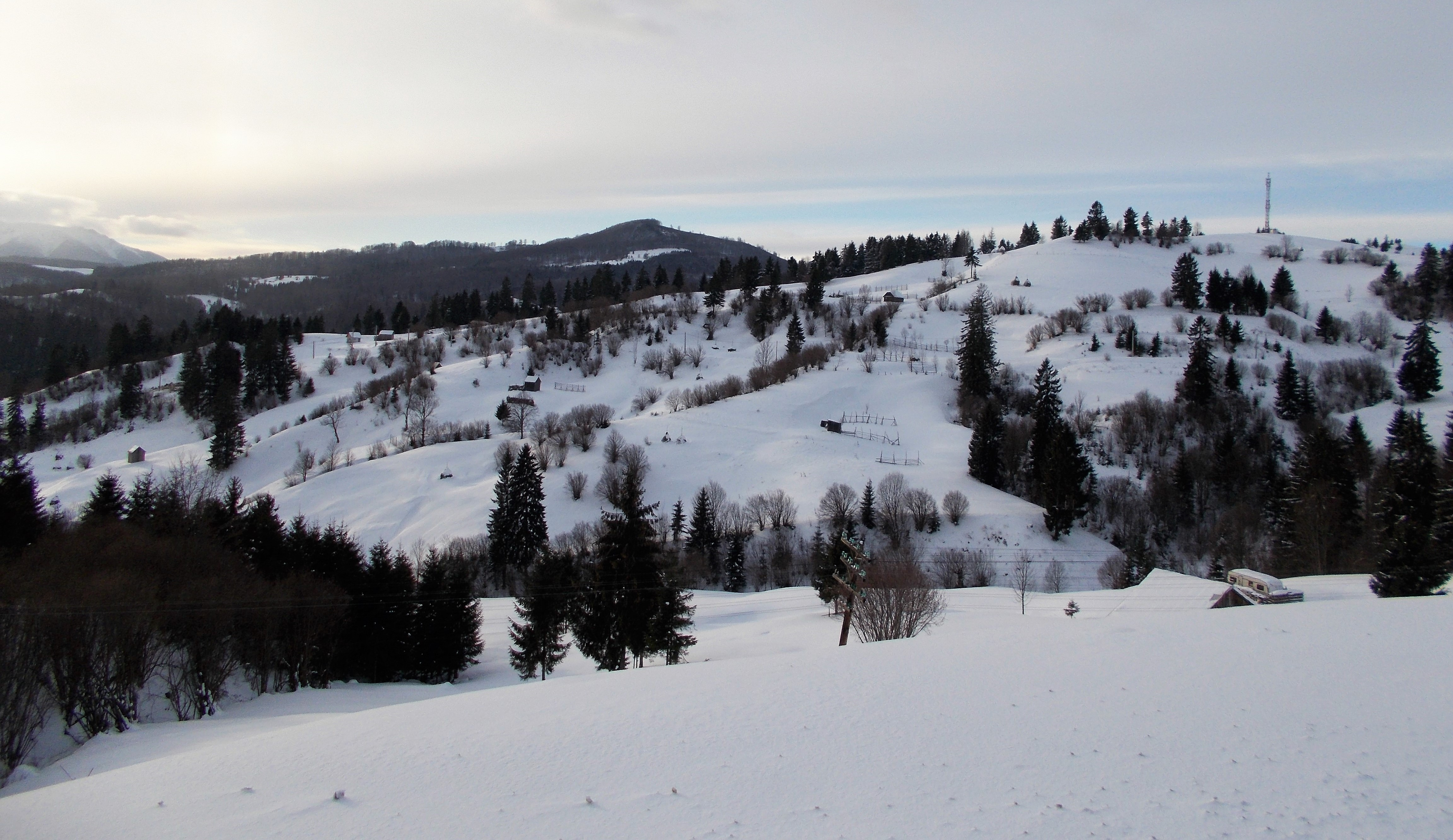
Pasul Șetref

Pasul Șetref este o trecătoare aflată în Carpații Orientali la o altitudine de 818 m, care asigură legătura între Depresiunea Maramureșului și Podișul Transilvaniei prin drumul național DN17C.
Trecătoarea este situată în Carpații Maramureșului și Bucovinei, între Munții Țibleș și Munții Rodnei. Aceasta leagă satul Dealul Ștefăniței din județul Bistrița-Năsăud de localitatea Săcel aflată în județul vecin, Maramureș.

## Obiective turistice de interes situate în apropiere
- Parcul Național Munții Rodnei
- Rezervațiile naturale: Izvorul Bătrâna, Peștera și izbucul Izvorul Albastru al Izei și Zăvoaiele Borcutului.
- Atelierul și cuptorul olarului Tănase Burnar, ultimul meșter care lucrează ceramica de Săcel.